# 유리 차이카

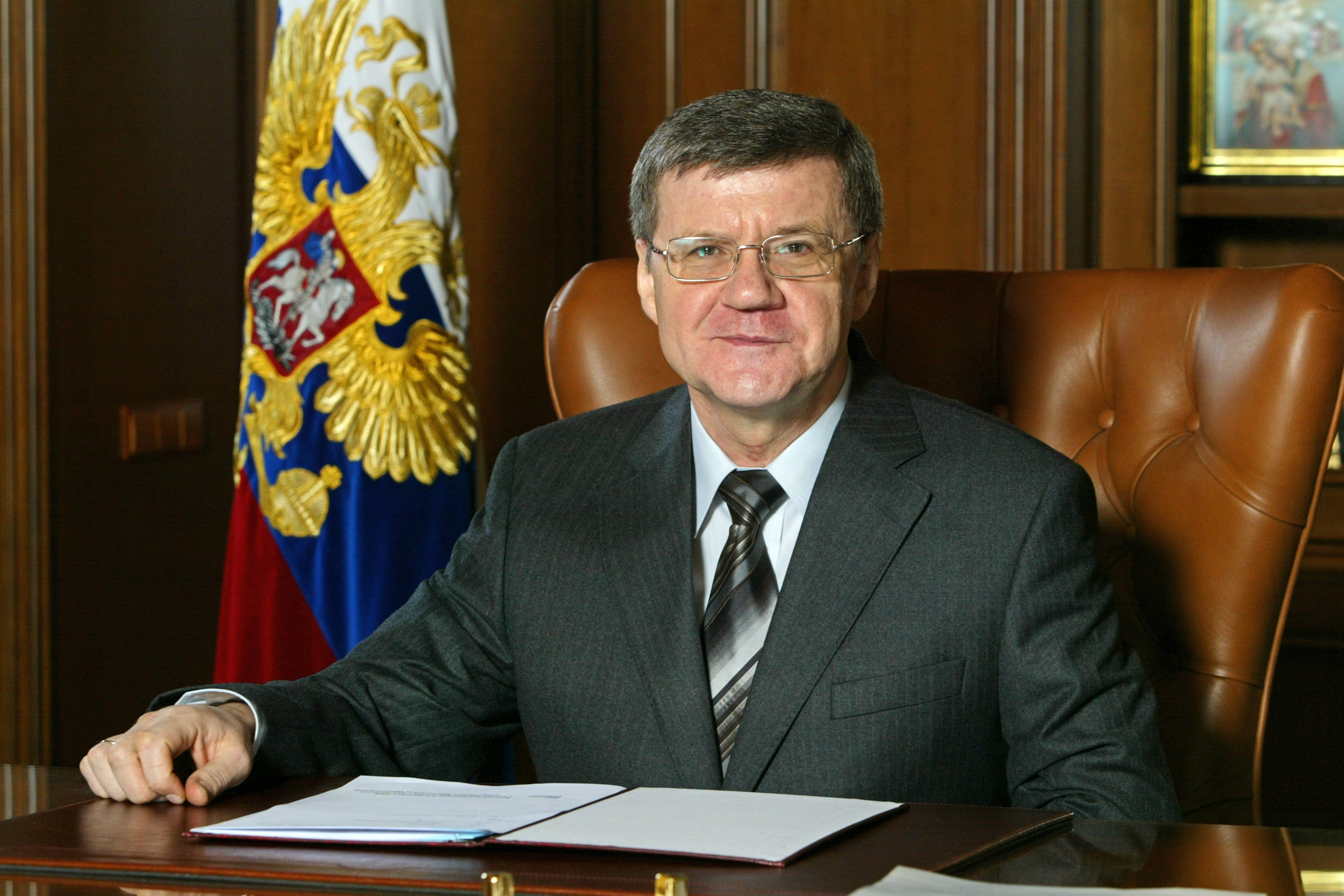
유리 차이카

유리 야코블레비치 차이카(러시아어: Юрий Яковлевич Чайка, 1951년~)는 러시아의 정치인이다. 2006년부터 러시아의 검찰총장을 맡고 있다. 이전에는 러시아 부검찰총장, 러시아 검찰총장 대행, 러시아 법무장관을 지낸 바 있다. 니콜라옙스크나아무레 출신이다.